# Mula B
Hicham Hendrik Mulasi Gieskes (Den Haag, 18 mei 1991), beter bekend onder zijn artiestennaam Mula B, is een Nederlands rapper.

## Carrière
Sinds 2009 brengt Gieskes nummers uit onder zijn artiestennaam Mula B, hij werd voor het eerst gezien in de 101Barz sessie van Wilde Westen. Hij heeft muziek op het Wilde Westen kanaal uitgebracht sinds 2011, zoals onder andere SoSoGoing en Monster. Zijn eerste hitnotering behaalde hij met het nummer Challas die hij in oktober 2016 in samenwerking met Bizzey en Louis uitbracht, deze behaalde de 67e plek in de Nederlandse Single Top 100. In de jaren die volgden bracht Mula B meerdere nummers uit en werkte samen met artiesten zoals LouiVos, 3robi en Yung Felix.
In mei 2017 bracht Mula B zijn debuutalbum uit onder de naam 8-9-17, deze behaalde de negende plek in de Nederlandse Album Top 100. Een jaar later in april 2018 bracht hij zijn tweede album Meesterplusser uit, in deze zelfde periode kwam er een vierdelige documentaire over hem en zijn album uit op 101Barz.
In november 2020 was Mula B een van de hoofdartiesten in het programma Ali B op volle toeren.

## Opspraak
In oktober 2018 raakte Mula B in opspraak omdat hij door de politie werd aangehouden nadat zij tijdens een voertuigcontrole een vuurwapen onder zijn stoel in de auto aantroffen. In februari 2019 werd hij veroordeeld tot een boete van 1500 euro en een taakstraf van 200 uur wegens verboden wapenbezit.